# Kapliczka

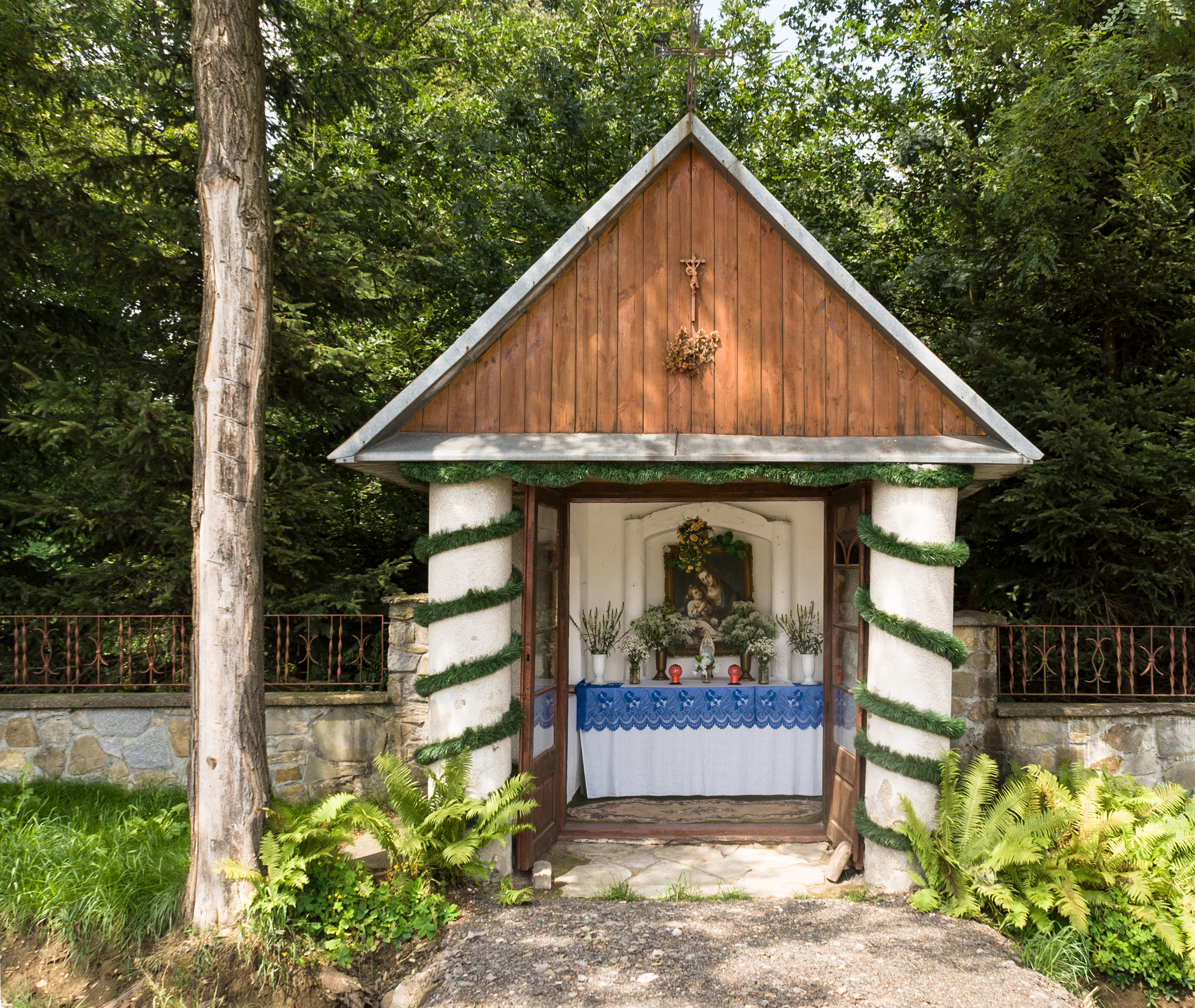
Przydrożna kapliczka z obrazem Matki Boskiej z Dzieciątkiem w Bachórcu

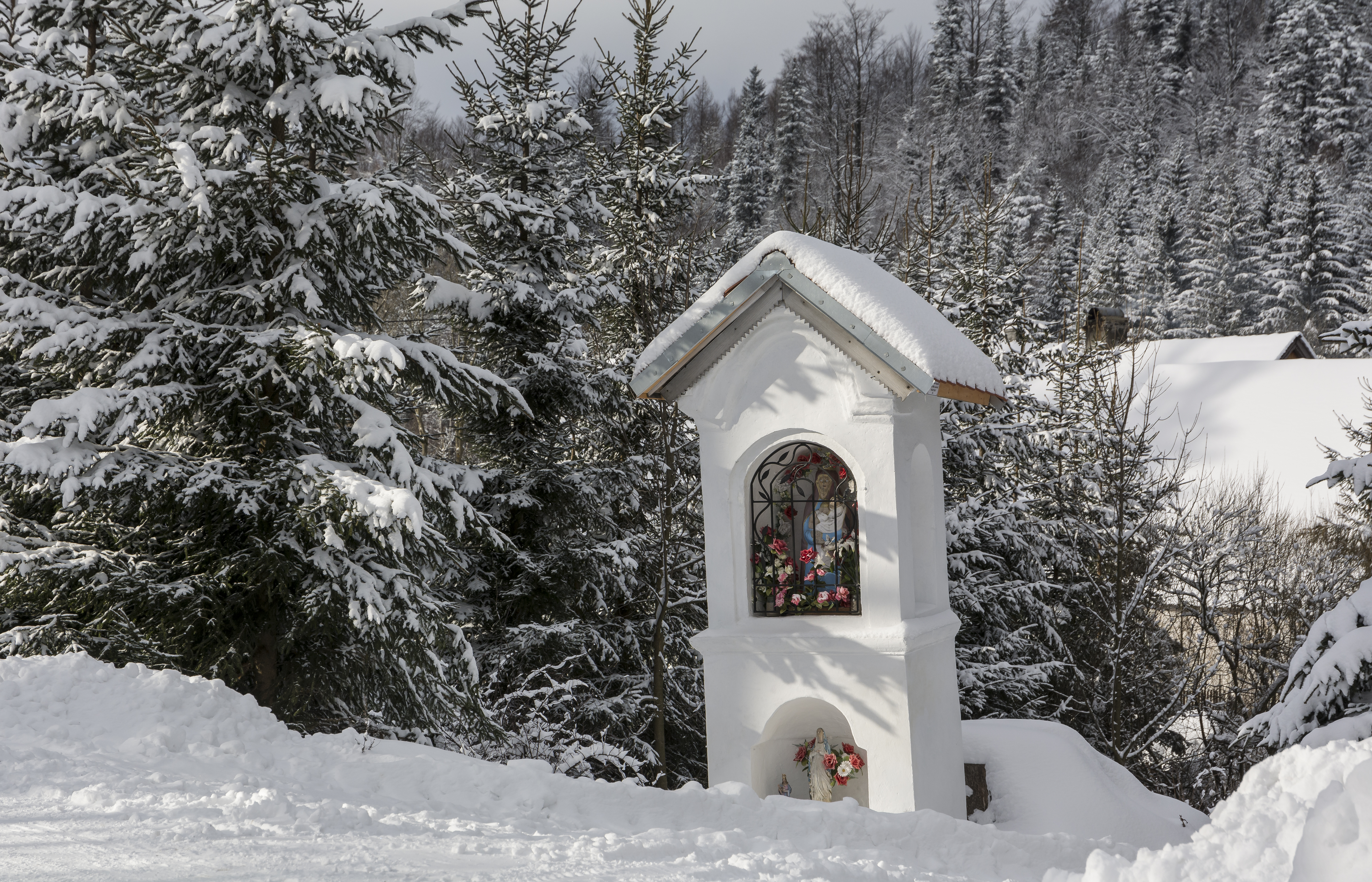
Kapliczka w Starym Gierałtowie

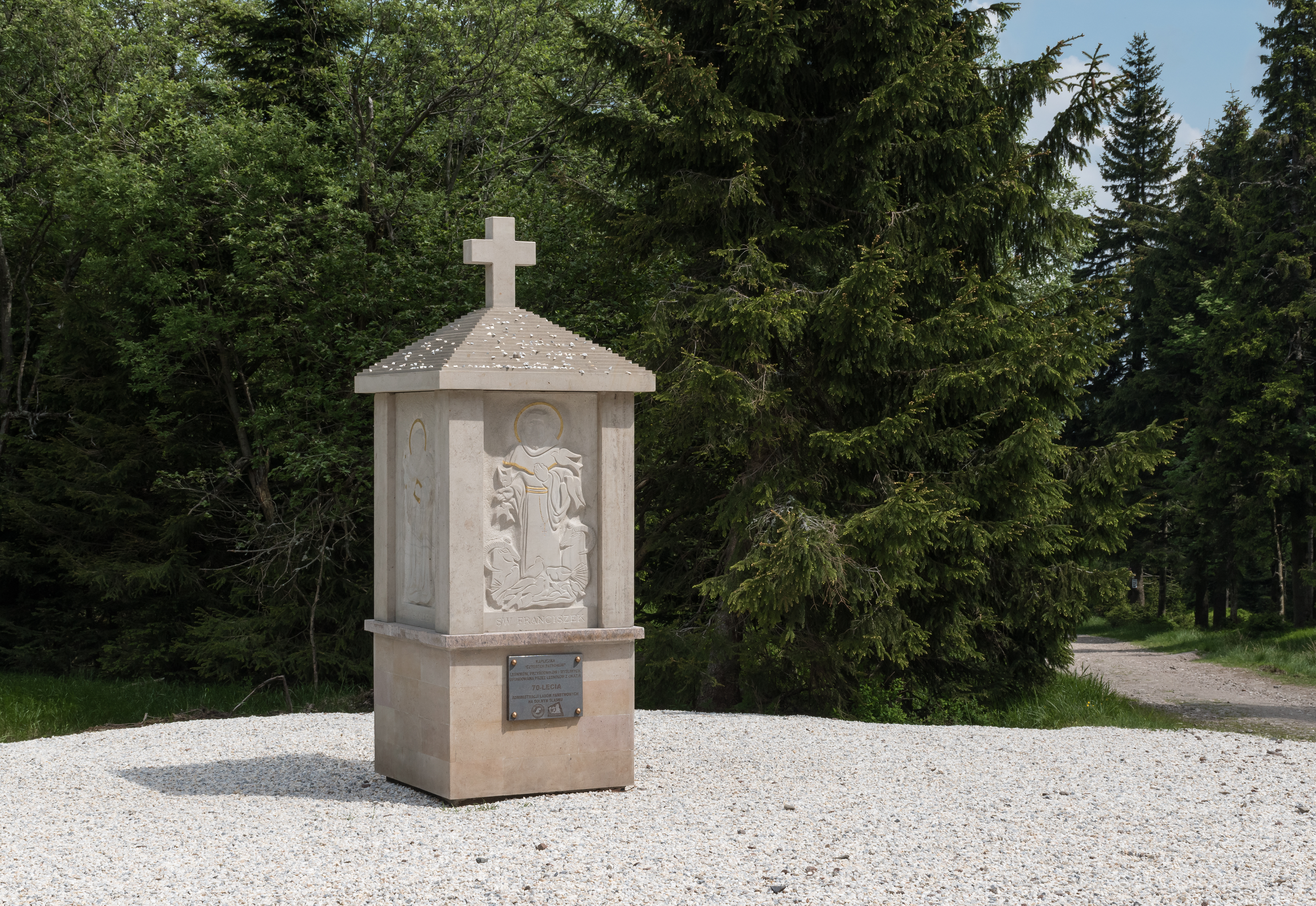
Kapliczka Czterech Patronów na Przełęczy Śnieżnickiej

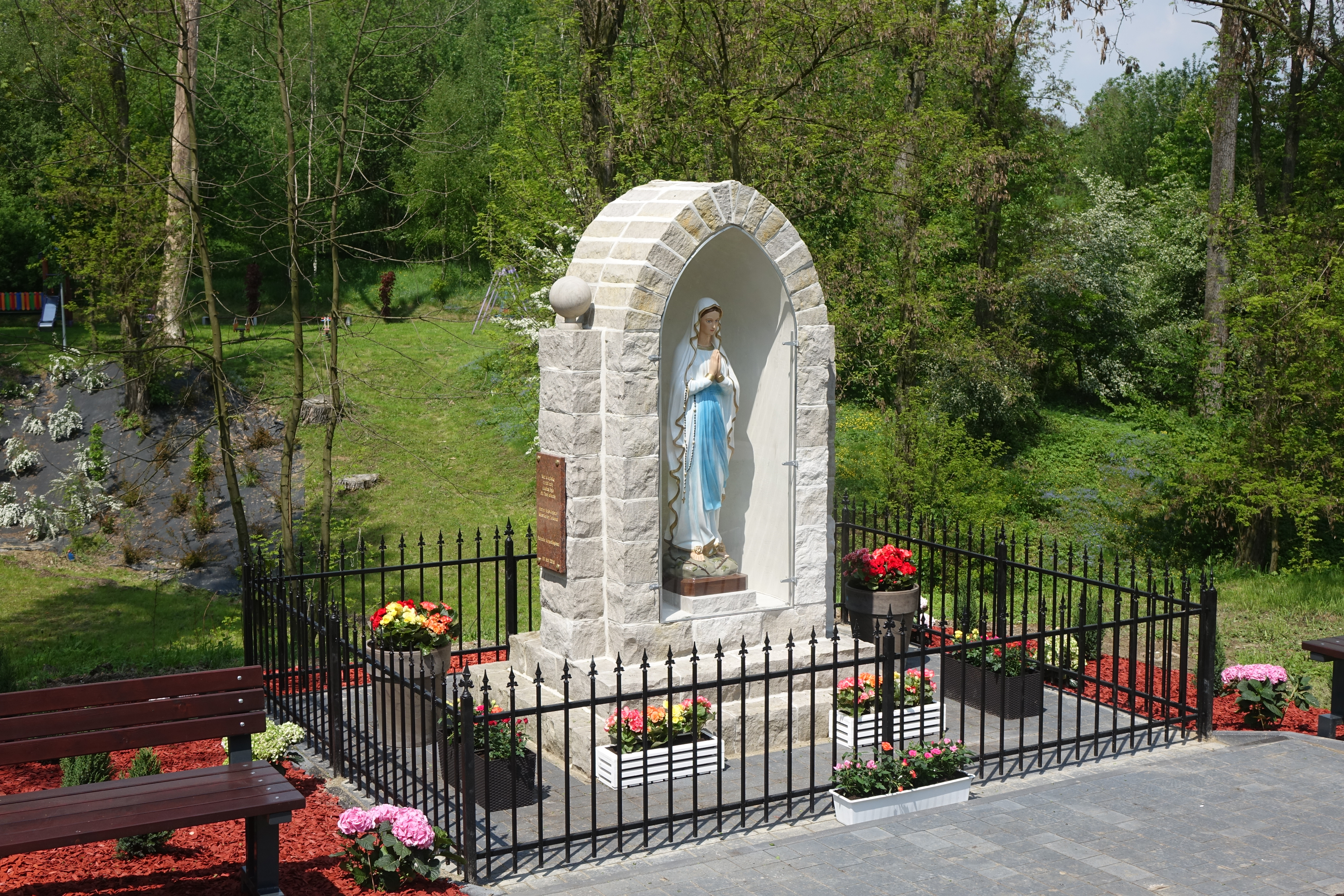
Kapliczka w Zelkowie w podzięce Matce Najświętszej w stulecie odzyskania niepodległości Polski

Kapliczka – niewielka budowla kultowa, wznoszona przy drogach lub rozdrożach w celach wotywnych, dziękczynnych, obrzędowych itp., w najprostszej formie drewniana skrzynka z obrazem lub rzeźbą – w wersji chrześcijańskiej świątkiem Jezusa, Matki Bożej lub świętego, w wersji rodzimowierczej bóstwa lub przodków – zawieszona na drzewie lub słupie. W formie rozbudowanej niewielka forma architektoniczna drewniana lub murowana, czasami mała kaplica.

## Geneza kapliczki
Dokładnie nie wiadomo, kiedy zaczęto budować kapliczki. Geneza tych obiektów kultu jest bowiem bardzo stara i niezbyt jasna, posiadająca przynajmniej kilka sugerowanych źródeł.
- Jedno z nich wskazuje na pochodzenie grecko-rzymskie. Kapliczki występują w greckiej powieści Longosa, poświęcone Dionizosowi i Panowi[1].

Mieli [ateńczycy] także kaplice, które niegdyś przodkowie ich, mieszkający w organizacji gminnej, czcili jako świętość

W świecie rzymskim określano je terminem lararia. Kapliczki takie znajdowały się przy niemal każdych większych skrzyżowaniach, w domach (atrium), czy sypialni. W środku umieszczano obrazek geniusza i Lary oraz cenne przedmioty. Ustawiano je także na Kapitolu, co jednak nie było akceptowane. W ciągu jednego tylko dziesięciolecia, władze rzymskie aż trzy razy usuwały je z jego terenu (53, 50 i 48 rok p. n. e.).

Poza tym w kącie widziałem wielką szafę, a w niej kapliczkę, gdzie umieszczone były srebrne Lary i marmurowy posąg Wenery,
a także niemałą złota puszkę, w której, jak mówiono, przechowywana była broda samego Trymalchiona

Kapliczkę ustawiono Cezarowi. Następnie były wykorzystywane przez Augusta, który łączył je z propagowaniem kultu swojej osoby.
- Według innej z wersji, nazwa „kapliczka” wywodzi się od łacińskiego wyrazu ~cappa, czyli płaszcz. Domniemywa się, że chodzi tu o płaszcz św. Marcina, biskupa z Tours, który przechowywany był w specjalnej celi – pomieszczeniu wewnątrz specjalnego, niewielkiego kultowego budynku o charakterystycznych kształtach, zwanym właśnie „kaplicą”.

- Według innych przypuszczeń już św. Ambroży, biskup Mediolanu z II poł. IV wieku wspominał o kapliczkach jako o miejscach kultu. Zgodę na odprawianie nabożeństw przy kapliczkach zatwierdził synod w Agde w początkach VI wieku.

- Istnieją też hipotezy dopatrujące się przedchrześcijańskiej genezy kapliczek na terenach Polski. Według nich typ kapliczek słupowych (kapliczek umieszczonych na drewnianych lub murowanych wysokich słupach), jest niezwykle podobny do pogańskich słupów kultowych. O "pogańskich kapliczkach" pisał choćby Nestor w IX w.: (…) jeśli kto umierał, to czynili nad nim tryznę, a potem czynili stos wielki i wkładali na ten stos umarłego i spalali, a potem, zebrawszy kości, wkładali je w małe naczynie i stawiali na słupie przy drogach, jak czynią Wiatycze i dziś. Podobne praktyki pogrzebowe były powszechne u ruskich plemion Radymiczów, Siewierzan i Wiatyczów. Wpływ tych pogańskich obiektów kultowych na chrześcijańskie kapliczki, według tych opinii, wydaje się dość istotny. W pierwszych wiekach chrześcijaństwa uważano kapliczki za siedziby demonów[8].

W okresie późniejszym, kapliczki ustawiano na skrzyżowaniach dróg, w miejscach objawień religijnych lub ważnych dla społeczności lokalnej wydarzeń, w miejscach po zniszczonych świątyniach.  Są nieodłącznym elementem krajobrazu polskiego. Występują też w innych krajach, nie tylko europejskich, zwłaszcza z dużą liczbą ludności katolickiej. Tradycja budowania kapliczek jest nadal żywa, ciągle wznoszone są obiekty tego typu.

## Wpływ na środowisko
Drzewo z zawieszoną kapliczką uważane było za poświęcone i nie mogło być ścięte. Opowiadano historie o nieszczęściach spotykających tych, którzy na takie drzewo podnosili siekierę. W związku z powyższym drzewa te dorastały do sędziwego wieku i przypuszczać można, że wiele obecnych pomników przyrody posiadało kiedyś zawieszoną na sobie kapliczkę.